# Henk van Kessel
Henk van Kessel (né le 25 juin 1946 à Mill aux Pays-Bas) est un ancien pilote de moto hollandais. Il a remporté le championnat du monde de vitesse moto en catégorie 50 cm3 en 1974. Il a remporté sept courses au cours de sa longue carrière. 
Avec Jan de Vries, ils sont les seuls Néerlandais à avoir remporté au moins un championnat du monde.

## Carrière en Grand Prix
Henk van Kessel commence sa carrière en Grand Prix en 1972 avec pour seul résultat une 10e place en Suède, puis assure 2 podiums l'année suivante; 2e en RFA et 3e en Espagne sur un 50 cm3 Kreidler, ce qui lui vaut la 5e place du championnat. Parallèlement il participe à quelques courses en 125 cm3 sur une Yamaha. 
Il fait une magnifique saison en 1974, avec 6 victoires (France, Italie, Suède, Tchécoslovaquie, Yougoslavie et Espagne) et deux secondes places (Pays-Bas et Belgique). Avec 46 points d'avance sur son vice-champion Herbert Rittberger, il est largement titré dans la catégorie 50 cm3. Van Veen Kreidler remporte le championnat constructeurs avec 10 victoires en 10 courses. Favori face à une concurrence essentiellement composée de privés, le Néerlandais utilise le Kreidler-Van Veen de Jan de Vries lui-même. 
En 1975, Van Veen préfère confier ces machines "compétition client" à l'Espagnol Ángel Nieto qui s'assure le titre. 
Van Kessel assisté par son ami de Vries ne marque que 12 points en 50 cm3. En 125 cm3 il monte 2 fois sur la 3e marche d'un podium en Autriche et en Italie. Il participe aussi en 250 cm3. 
De 1975 à 1984, il court sur des machines diverses surtout en petites cylindrées et parfois en 250 cm3 ; 125 Bridgestone, 125 ou 250 AGV Condor, 250 Yamaha, 50 Sparta ou Bultaco, 125 EGA ou Morbidelli. 
À partir de 1984 il s'engage dans la nouvelle catégorie des 80 cm3 sur des machines HuVo-Casal (en) ou Krauser (de). Durant toutes ces années, ces seuls résultats notables seront trois podiums en 125 cm3 (1976), une 3e place en 50 cm3 (Tchécoslovaquie 1978), une 7e victoire en 50 cm3 (Belgique 1979) et une 3e place en France (1985) en 80 cm3. 
Durant sa longue carrière de 1972 à 1986, sur 146 départs en course, il abandonne 51 fois, monte 25 fois sur le podium et remporte 7 victoires. 

## Résultats en championnat du monde

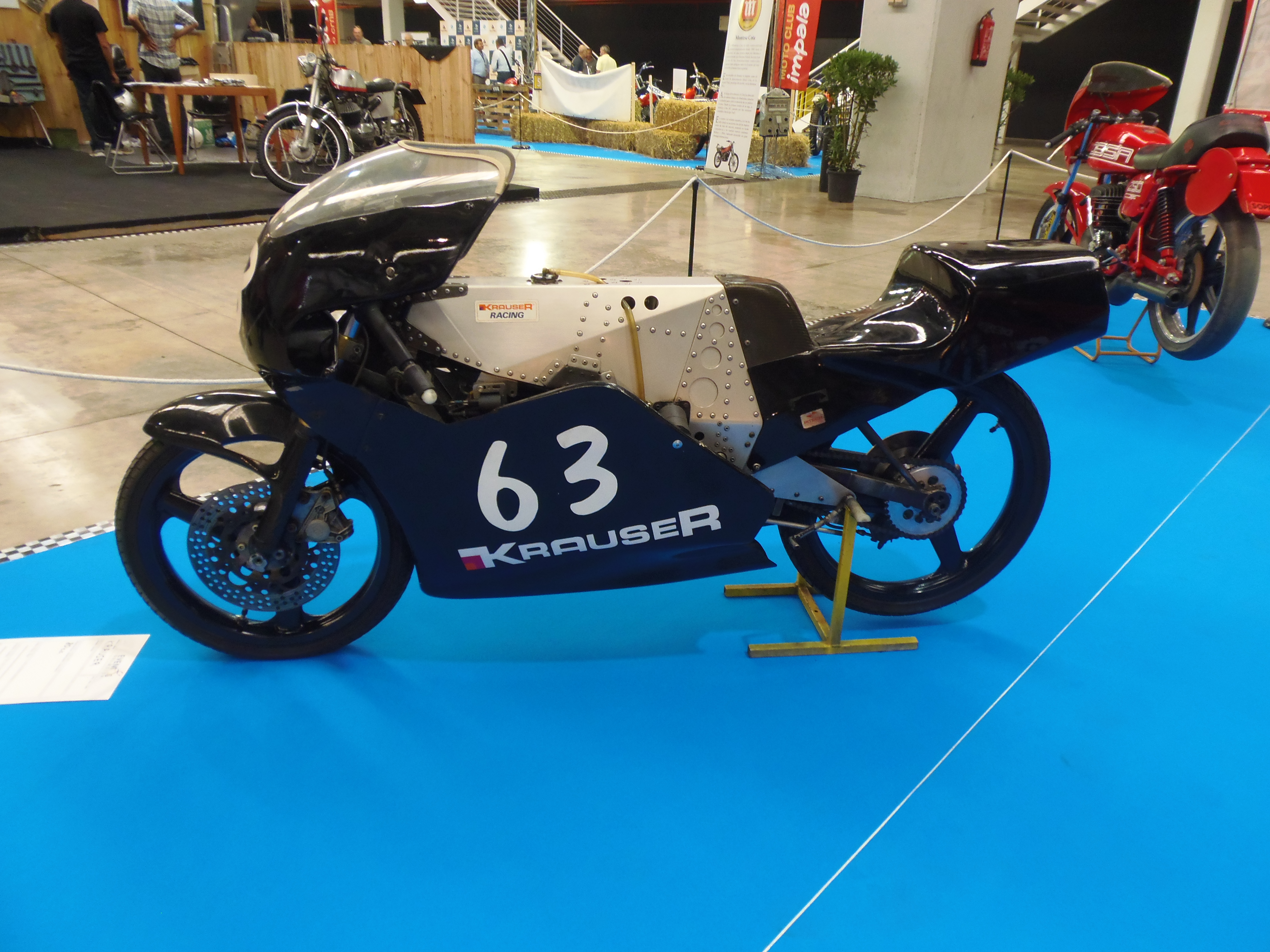
80 cm3 Krauser machine de grand prix.

Système de points de 1969 à 1987:
| Position | 1  | 2  | 3  | 4 | 5 | 6 | 7 | 8 | 9 | 10 |
| Points   | 15 | 12 | 10 | 8 | 6 | 5 | 4 | 3 | 2 | 1  |

| Couleur  | Résultat                       |
| -------- | ------------------------------ |
| Or       | Vainqueur                      |
| Argent   | 2e place                       |
| Bronze   | 3e place                       |
| Vert     | Classé dans les points         |
| Bleu     | Classé hors des points         |
| Bleu     | Non classé (Nc.)               |
| Violet   | Abandon (Abd.)                 |
| Rouge    | Non qualifié (Nq.)             |
| Rouge    | Non pré-qualifié (Npq.)        |
| Noir     | Disqualifié (Dsq.)             |
| Blanc    | Non partant (Np.)              |
| Blanc    | Forfait (Forf.)                |
| Blanc    | Course annulée (A)             |
| Neutre   | Non présent                    |
| Neutre   | Exclu (Ex.)                    |
| Gras     | Pole position                  |
| Italique | Meilleur tour en course        |
| †        | Classé sans terminer la course |
| 1 2 3 …  | Classement dans la catégorie   |

| Année | Catégorie | Moto        | 1       | 2       | 3       | 4       | 5       | 6       | 7       | 8       | 9       | 10      | 11      | 12      | 13      | Points | Positions |
| ----- | --------- | ----------- | ------- | ------- | ------- | ------- | ------- | ------- | ------- | ------- | ------- | ------- | ------- | ------- | ------- | ------ | --------- |
| 1972  | 50 cm3    | Kreidler    | RFA -   |         |         | NAT -   |         | YOU -   | NED -   | BEL -   | RDA -   |         | SUE 10  |         | ESP -   | 1      | 36e       |
| 1973  | 50 cm3    | Kreidler    |         |         | RFA 2   | NAT Ret |         | YOU -   | NED Ret | BEL -   |         | SUE 6   |         | ESP 3   |         | 27     | 5e        |
| 1973  | 125 cm3   | Yamaha      | FRA -   | AUT -   | RFA -   | NAT -   | TT -    | YOU -   | NED 10  | BEL 9   | TCH -   | SUE 12  | FIN -   | ESP Ret |         | 3      | 36e       |
| 1974  | 50 cm3    | Kreidler    | FRA 1   | RFA DNS |         | NAT 1   | NED 2   |         | BEL 2   | SUE 1   | FIN Ret | TCH 1   | YOU 1   | ESP 1   |         | 90     | 1er       |
| 1974  | 125 cm3   | Bridgestone | FRA -   | RFA DNS | AUT 4   | NAT Ret |         | NED Ret | BEL Ret | SUE 2   |         | TCH Ret | YOU 3   | ESP -   |         | 30     | 5e        |
| 1975  | 50 cm3    | Kreidler    |         | ESP -   |         | RFA -   | NAT 6   |         | NED 10  | BEL -   | SUE Ret | FIN 6   |         | YOU 10  |         | 12     | 12e       |
| 1975  | 125 cm3   | AGV-Condor  | FRA -   | ESP -   | AUT 3   | RFA 5   | NAT 3   |         | NED -   | BEL 4   | SUE 7   |         | TCH Ret | YOU Ret |         | 38     | 7e        |
| 1975  | 250 cm3   | AGV-Condor  | FRA -   | ESP -   |         | RFA -   | NAT 16  | TT -    | NED -   | BEL -   | SUE -   | FIN Ret | TCH -   | YOU -   |         | 0      | -         |
| 1976  | 125 cm3   | AGV-Condor  |         | AUT -   | NAT 4   | YOU 2   |         | NED Ret | BEL Ret | SUE 5   | FIN 3   |         | RFA Ret | ESP 3   |         | 46     | 4e        |
| 1976  | 250 cm3   | Yamaha      | FRA DNQ |         | NAT -   | YOU 12  | TT -    | NED 16  | BEL 12  | SUE 12  | FIN 10  | TCH -   | RFA 15  | ESP 10  |         | 2      | 34e       |
| 1977  | 125 cm3   | AGV-Condor  | VEN Ret | AUT -   | RFA -   | NAT -   | ESP -   | FRA -   | YOU -   | NED Ret | BEL -   | SUE -   | FIN -   |         | GBR -   | 0      | -         |
| 1977  | 250 cm3   | Yamaha      | VEN -   |         | RFA -   | NAT -   | ESP -   | FRA -   | YOU -   | NED DNQ | BEL 25  | SUE -   | FIN -   |         | GBR -   | 0      | -         |
| 1978  | 50 cm3    | Sparta      |         | ESP -   |         |         | NAT -   | NED 16  | BEL -   |         |         |         | RFA 10  | TCH 3   | YOU 12  | 11     | 12e       |
| 1978  | 125 cm3   | AGV-Condor  | VEN -   | ESP -   | AUT -   | FRA -   | NAT -   | NED 9   | BEL -   | SUE -   | FIN -   | GBR -   | RFA 11  |         | YOU 15  | 2      | 29e       |
| 1979  | 50 cm3    | Sparta      |         |         | RFA Ret | NAT -   | ESP -   | YOU -   | NED Ret | BEL 1   |         |         |         |         | FRA 4   | 23     | 7e        |
| 1979  | 125 cm3   | AGV-Condor  | VEN -   | AUT -   | RFA -   | NAT -   | ESP -   | YOU -   | NED 9   | BEL Ret | SUE -   | FIN -   | GBR -   | TCH -   | FRA Ret | 2      | 36e       |
| 1980  | 50 cm3    | Sparta      | NAT 4   | ESP 3   |         | YOU 5   | NED 7   | BEL Ret |         |         |         | RFA 8   |         |         |         | 31     | 5e        |
| 1980  | 125 cm3   | Condor      | NAT -   | ESP Ret | FRA 21  | YOU -   | NED 8   | BEL Ret | FIN -   | GBR 9   | TCH -   | RFA 8   |         |         |         | 8      | 19e       |
| 1981  | 50 cm3    | Bultaco     |         |         | RFA Ret | NAT Ret |         | ESP Ret | YOU Ret | NED 2   | BEL 2   | SMA 2   |         |         | TCH 19  | 36     | 7e        |
| 1981  | 125 cm3   | EGA         | ARG -   | AUT 10  | RFA 6   | NAT -   | FRA -   | ESP 10  | YOU Ret | NED 14  |         | SMA -   | GBR -   | FIN -   | TCH -   | 7      | 22e       |
| 1982  | 50 cm3    | Kreidler    |         |         |         | ESP Ret | NAT 10  | NED Ret |         | YOU -   |         |         |         | SMA -   | RFA Ret | 1      | 21e       |
| 1982  | 125 cm3   | MBA         | ARG Ret | AUT Ret | FRA 13  | ESP 16  | NAT Ret | NED Ret | BEL Ret | YOU -   | GBR -   | SUE Ret | FIN -   | TCH 10  |         | 1      | 28e       |
| 1983  | 125 cm3   | MBA         |         | FRA Ret | NAT 19  | RFA 14  | ESP 9   | AUT 12  | YOU Ret | NED 13  | BEL 8   | GBR 8   |         | SMA 7   |         | 12     | 17e       |
| 1984  | 80 cm3    | HuVo-Casal  |         | NAT -   | ESP 2   | AUT -   | RFA -   |         | YOU -   | NED -   | BEL -   |         |         | SMA -   |         | 12     | 11e       |
| 1984  | 125 cm3   | MBA         |         | NAT Ret | ESP 13  |         | RFA Ret | FRA 10  |         | NED 8   |         | GBR Ret | SUE Ret | SMA Ret |         | 4      | 19e       |
| 1985  | 80 cm3    | HuVo-Casal  |         | ESP Ret | RFA Ret |         | NAT Ret | YOU 9   | NED 5   |         | FRA 3   |         |         | SMA Ret |         | 18     | 8e        |
| 1986  | 80 cm3    | Krauser     | ESP Ret | NAT Ret | RFA 8   | AUT 11  | YOU 12  | NED 11  |         |         |         | GBR Ret |         | SMA -   | BWU 9   | 5      | 17e       |